# Maciej Trejda
Maciej Trejda – polski chemik, dr hab. nauk chemicznych, profesor uczelni i kierownik Zakładu Katalizy Heterogenicznej Wydziału Chemii Uniwersytetu im. Adama Mickiewicza w Poznaniu.

## Życiorys
17 czerwca 2005 obronił pracę doktorską Charakterystyka katalitycznie aktywnych form żelaza w materiałach mezoporowatych i krzemionce, 27 lutego 2015 habilitował się na podstawie rozprawy zatytułowanej Nanoporowate katalizatory efektywne w procesach przemian alkoholi. Został zatrudniony na stanowisku adiunkta w  Zakładzie Katalizy Heterogenicznej na Wydziale Chemii Uniwersytetu im. Adama Mickiewicza.
Jest profesorem uczelni i kierownikiem Zakładu Katalizy Heterogenicznej Wydziału Chemii Uniwersytetu im. Adama Mickiewicza w Poznaniu.